# شب‌ادراری
شب‌ادراری (به انگلیسی: Nocturnal enuresis) به حالتی گفته می‌شود که در سنی که معمولاً هم سن و سالان بیمار می‌توانند خود را کنترل کنند، شخص به‌طور غیرارادی در هنگام خواب ادرار می‌کند.
اگر از ابتدای تولد هنوز کودک در شب ادرار می‌کند به این حالت شب ادراری اولیه (PNE) می‌گویند. اگر کودک شب ادراری نداشته و بعداً دچار آن شده به آن شب ادراری ثانویه (SNE) گویند.
بیشتر دختران تا سن ۶ سالگی و بیشتر پسران تا سن ۷ سالگی از این حالت خارج می‌شوند. تا سن ۱۰ سالگی نزدیک به ۹۵٪ از کودکان بهبود می‌یابند. میان ۰٬۵٪ تا ۲٬۳٪ از بزرگسالان دارای شب ادراری هستند.

به بیان دیگر شب ادراری (خواب ادراری) امری ناخودآگاه است که کودک یا فرد بر آن اراده‌ای ندارد. در واقع این مشکل زمانی بروز می‌کند که مثانه فرد در طول خواب آن‌قدر پر می‌شود که ظرفیت آن تکمیل شده و ادرار اضافی را به شکلی غیرارادی خارج می‌کند. درعین‌حال حس پر بودن مثانه آن‌قدر قوی نیست که فرد را از خواب بیدار کند تا ادرار را دفع کند. از دلایل شب ادراری می‌توان به وجود اختلال در هورمون‌های بدن، مشکل مثانه، ناآرامی هنگام خواب، مصرف دارویی خاص، مشکلات روانی و یا ژنتیک اشاره کرد، اما یکی از عوامل تأثیرگذار مهم دیگر نوع تغذیه در طول روز است، برای مثال مصرف قهوه که نوشیدنی ادرار آور است می تواند برای کودکان 3 تا 5 سال که هنوز ماهیچه ها و عضلات آن ها خوب شکل نگرفته است دردسر ساز شود.

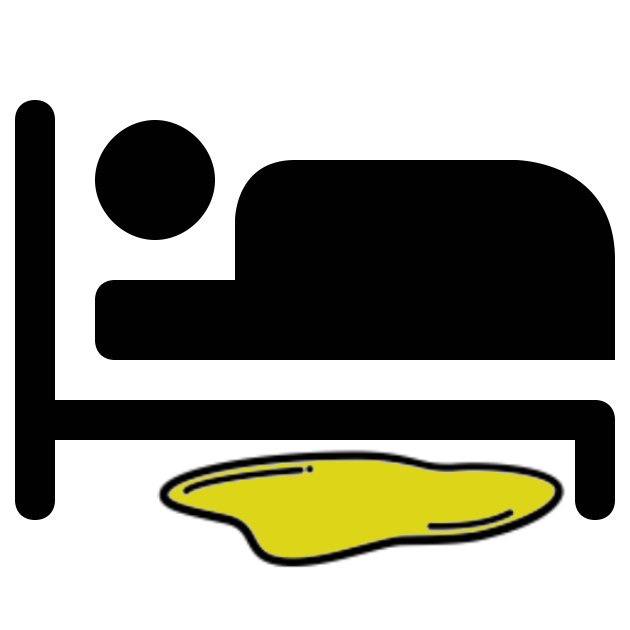
یک عکس نشانه ای منظور به شب ادراری است

## سن
نرخ شب ادراری با توجه به سن عبارت است از:
- ۵ سالگی: ۲۰٪
- ۶ سالگی: ۱۰٪ تا ۱۵٪
- ۷ سالگی: ۷٪
- ۱۰ سالگی: ۵٪
- ۱۵ سالگی: ۱٪ تا ۲٪
- ۱۸ تا ۶۴ سالگی: ۰٬۵٪ تا ۱٪

## انواع
دو نوع اصلی در شب ادراری وجود دارد : شب ادراری اولیه ، شب ادراری ثانویه
در بی‌اختیاری ادراری اولیه ، از سال‌های اولیه کودکی فرد بدون توقف و به صورت دائمی دچار این مشکل می باشد ، دائماً رختخواب خیس دارد و شب ادراری در بیشتر شب ها با او همراه خواهد بود . اما بی‌اختیاری ادراری ثانویه زمانی شروع به کار می کند که کودک حداقل شش ماه مشکل بی‌اختیاری را تجربه نکرده است و پس از مدت زمانی مجدداً اوضاع قبل که شب ادراری داشت تکرار می‌شود . به‌طور کلی طبق مشاهدات بالینی ، شب ادراری اولیه به دلیل ضعف و نابالغ بودن سیستم عصبی کودک می باشد

## عوامل

### عفونت مجاری ادراری
ناراحتی و نگرانی و التهاب مثانه می‌تواند باعث ایجاد درد در قسمت تحتانی شکم یا سوزش ادرار شود دفع ادرار ، افزایش بسامد دفع ادرار نیز از سایر نتایج این مشکل است .

### اختلالات ساختاری یا تشریحی
اگر فردی دارای ناهنجاری و مشکلات در عملکرد بعضی از اندام‌های بدن خود مثل ماهیچه‌ها یا اعصابی که با دستگاه دفع ادرار در ارتباط هستند ، می‌توانند منجر به بی‌اختیاری ادراری یا همان شب ادراری در فرد شوند .

### مشکلات سیستم عصبی
اگر سیستم عصبی فرد دچار اختلال و مشکل یا جراحت و بیماری‌هایی که عملکرد آن را با مشکل روبرو می کند دچار شوند ، این سیستم نیز قادر به کنترل ادرار در مثانه نخواهد بود و همین امر موجب می شود که بی اختیاری ادرار در فرد بوجود آید .

### شرایط و محیط اضطراب زا
محیط زندگی پر از استرسی که فرد در آن زندگی می کند می تواند میزان شب ادراری در آن را افزایش دهند ، شرایطی مثل : درگیری و دعواهای والدین ، نقل مکان منزل به منطقه یا شهری دیگر ،ترس از امپول و سرم در موارد خاص  تولد نوزاد جدید در خانواده ، عواملی هستند که موجب شروع یا تشدید میزان شب ادراری کودکان می‌شوند . لازم به ذکر است که کودکانی که سابقه آزار و اذیت جنسی شده اند در بعضی موارد خاص دچار شب ادراری در آنها دیده شده است

## درمان
وجود مثانه غیرطبیعی، عفونت یا دیابت پزشکان را به سمت درمان هدایت می‌کند. درصد کمی از شب‌ادراری‌ها به علت یک بیماری است. در تحقیقی، سؤال شد که در چه سنی باید کودکان خشک بخوابند؛ پاسخ پدر و مادرها ۲٬۷۵ سال و پاسخ پزشکان ۵٬۱۳ سال بود.
استفاده از تشک‌هایی که با احساس رطوبت آژیر می‌کشند در ۵۰٪ موارد منجر به بهبود شده‌است.
پس از آن می‌توان از درمان‌های زیر استفاده کرد:
- داروهای کنترل‌کننده ادرار
- داروهای ضدافسردگی
- درمان‌های غیردارویی
- درمان با عمل جراحی

## تاریخچه
شرح خیس کردن کودکان در نوشته‌های ۱۵۵۰ سال قبل از میلاد هم دیده می‌شود.
ابوعلی سینا در کتاب قانون در طب می‌گوید: «ادرار کردن در بستر، اغلب به دلیل خواب عمیق است: وقتی که ادرار شروع به جریان می‌کند، طبیعت درونی و خواست مخفی سبب می‌شود که پیش از بیدار شدن کودک ادرار خارج شود. هنگامی که کودک قوی‌تر و تنومندتر می‌شود، خوابش سبک‌تر و شب ادراری متوقف می‌شود».